# Меленци
Меленци — населённый пункт в Сербии, расположенный в автономной области Воеводина, в Средне-Банатском округе, на территории общины Зренянин. Село занимает важное место в регионе, сочетая сельское хозяйство с культурной и исторической значимостью для местных жителей.

## Географическое расположение
Меленци находятся в северной части Сербии, в исторической области Банат, которая делится на части, принадлежащие Сербии, Румынии и Венгрии. Это село удобно расположено рядом с крупными транспортными артериями, что делает его удобным для сельскохозяйственной торговли и взаимодействия с соседними населёнными пунктами.

## Демография
По данным переписи 2002 года, в Меленци проживает 6737 человек. Большинство из них — это совершеннолетние граждане, их число составляет 5383 человека. Средний возраст населения в селе составляет 40 лет. Для мужчин средний возраст — 38,4 года, а для женщин — 41,6 лет. Среднее количество человек в домохозяйствах — 2,97 человека, при этом в селе насчитывается 2269 домохозяйств.

## Экономика и сельское хозяйство
Меленци, как и многие другие населённые пункты в Воеводине, в значительной степени зависят от сельского хозяйства. Регион известен своими плодородными землями, на которых выращиваются различные культуры, такие как пшеница, кукуруза, подсолнечник и овощи. Сельское население активно занимается скотоводством, что также является важной частью экономики.
Кроме того, село поддерживает традиции сельской жизни, несмотря на постепенную урбанизацию и развитие инфраструктуры в регионе. Меленци продолжает сохранять важность как центр сельскохозяйственного производства и малый торговый узел для ближайших населённых пунктов.

## Культура и сообщество
Меленци — это село с богатой культурной жизнью. Местные жители поддерживают традиции и обычаи, характерные для Баната и сербской культуры в целом. В селе проходят различные культурные мероприятия, праздники и фестивали, которые отражают этническое многообразие региона.
Воеводина является домом для множества этнических меньшинств, и Меленци не исключение. В поселении живут не только сербы, но и представители других народов, что придаёт его культурному ландшафту разнообразие.

## Современные вызовы и перспективы
Несмотря на наличие в селе традиционных сельскохозяйственных отраслей, Меленци сталкиваются с современными вызовами, такими как урбанизация и миграция молодежи в более крупные города в поисках работы. Сельская жизнь изменяется, и многие семьи ищут новые возможности для заработка, что может привести к снижению численности населения.

Тем не менее, село продолжает развиваться и приспосабливаться к изменяющимся условиям. Меленци, как и многие другие населённые пункты в Воеводине, имеет потенциал для развития инфраструктуры и улучшения жизненных условий для местных жителей, что делает его важным элементом в экономике и культуре Сербии.